# Stronger (альбом Dead by April)
«Stronger» (укр. Сильніше) — перша збірка шведського металкор-гурту Dead by April. Цей альбом вийшов 24 січня 2011 року на лейблі Spinefarm Records. На ньому представлені ремікси, кавер-версії пісень інших виконавців, а також демо-запис пісні «More Than Yesterday» (яка не видавалася раніше), а також дві неопубліковані перезаписані акустичні версії пісень з їх минулого альбому «Dead by April» 2009 року. Це перший реліз групи, в якому Зандро Сантьяго виступає у ролі ведучого вокаліста.

## Список композицій
| #                         | Назва                                            | Тривалість |
| ------------------------- | ------------------------------------------------ | ---------- |
| 1.                        | «Trapped» (Heavier mix)                          | 3:07       |
| 2.                        | «Angels of Clarity» (Heavier mix)                | 3:39       |
| 3.                        | «Stronger» (Heavier mix)                         | 3:59       |
| 4.                        | «My Saviour»                                     | 3:13       |
| 5.                        | «Leaves Falling»                                 | 3:24       |
| 6.                        | «Love Like Blood» (Killing Joke cover)           | 3:41       |
| 7.                        | «Angels of Clarity» (Shawn «Clown» Crahan Remix) | 4:38       |
| 8.                        | «Losing You» (Acoustic version)                  | 3:43       |
| 9.                        | «Promise Me» (Acoustic version)                  | 3:08       |
| 10.                       | «More Than Yesterday» (Demo version)             | 3:29       |
| Загальна тривалість 36:01 |                                                  |            |

| iTunes бонус              | iTunes бонус                     | iTunes бонус |
| #                         | Назва                            | Тривалість   |
| ------------------------- | -------------------------------- | ------------ |
| 11.                       | «Stronger (Heavier Mix) (Video)» | 4:00         |
| Загальна тривалість 40:01 |                                  |              |

## Інформація про композиції
- Трек 1, 2 і 3 — це ремікси; вони були представлені на британській версії синглу «Losing You».
- Трек 4 і 5 — бонусні треки з їх дебютного однойменного альбому «Dead by April».
- Трек 6 — кавер-версія на пісню виконавця Killing Joke; з їхнього синглу «Love Like Blood/Promise Me».
- Трек 7 — це ремікс-версія пісні, зроблена Шоном Креєном зі Slipknot; з їх синглу «Angels of Clarity».
- Треки 8 та 9 — це акустичні версії пісень, записані в студії. Не слід плутати зі студійними записами, які є на синглі «Angels of Clarity», де замість Зандро Сантьяґо вокальні частини виконували Понтус Г'єльм та Джиммі Стрімелл.
- Трек 10 — це демо-запис цієї пісні; остаточну версію включили до їх другого повноформатного альбому «Incomparable», який вийде пізніше у тому ж таки 2011 році.

## Учасники запису
Інформація про учасників запису запозичена з сайту AllMusic.
- Джиммі Стрімелл — чистий і екстрім вокал
- Зандро Сантьяґо — чистий вокал (треки 6, 8, 9 та 10)
- Маркус Весслен — бас-гітара
- Алескандер Свенініґссон — барабани

### Запрошені музиканти
- Понтус Г'єльм — гітара, клавішні, беквокал
- Йоган Олссон — гітара
- Шон Креєн — композиція (7-ий трек)